# Río Níger
El río Níger es un largo río de África Occidental que fluye en direcciones NE, SE y S a través de Guinea, Malí, Níger, Benín y Nigeria, hasta desaguar en el golfo de Guinea (océano Atlántico) formando el gran delta del Níger. Tiene una longitud de 4200 km, que lo sitúan como el tercer río más largo de África —tras el Nilo y el Congo— y el 13.º más largo del mundo. Drena también una gran cuenca de 2 262 000 km², la undécima del mundo y la cuarta de África (aventajada solo por la del Nilo, el Congo y el lago Chad).
Es un río navegable desde Bamako, lo que lo convierte en la principal vía de comunicación, transporte y comercio entre los países de la zona. Su principal afluente es el río Benue. En su confluencia con otro de sus afluentes, el Bani, en el centro de Malí, el Níger se bifurca y forma un delta interior, un área pantanosa de unos 400 km de longitud. En esta región se encuentran ciudades como Mopti, Sévaré y Djenné.

## Etimología
El nombre de Níger, que es el nombre usado por los geógrafos europeos, probablemente proviene del término bereber usado por los tuaregs "ger-n-ger" que significa "río de ríos". Los songhai, en cambio, lo llaman 'Isa beri', o gran río.

## Historia

### Exploración por los europeos
En la Roma Antigua se pensaba que el río cercano a Tombuctú era una parte del río Nilo (e.g., Plinio, N.H. 5.44), una creencia continuada también por Ibn Battuta. A principios del siglo XVII los exploradores europeos pensaban que el río fluía hacia el oeste desembocando en el río Senegal. El curso real era conocido para muchos de los habitantes de la zona, pero los occidentales solo establecieron el curso del río en el siglo XIX, siendo uno de sus descriptores el explorador escocés Mungo Park.

Evolución cartográfica del Níger
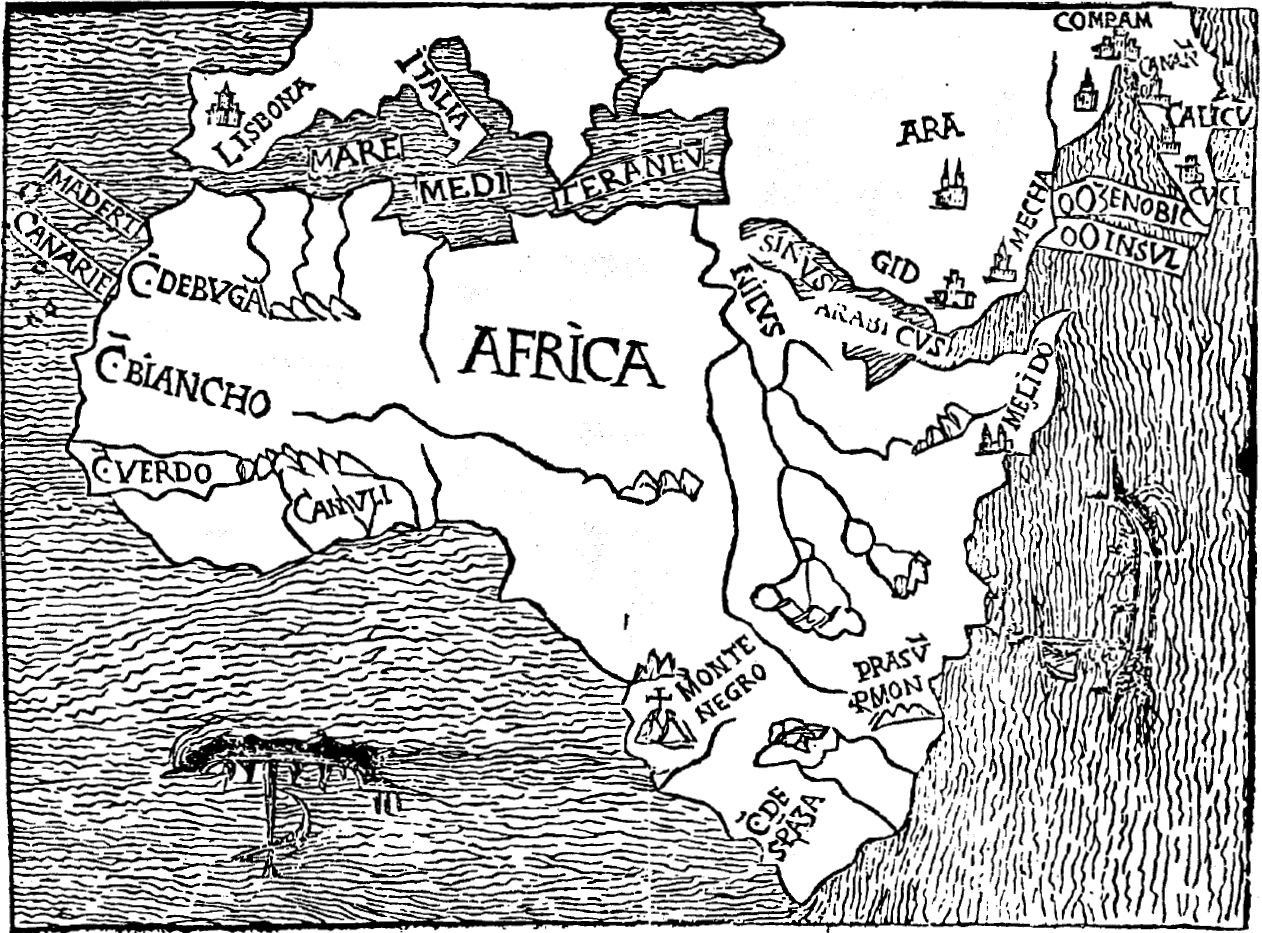
En 1508, en este mapa portugués, se conoce un gran río en el interior del continente: su fuente y su delta no se indican.
En 1570, en este mapa holandés, el Níger está confundido con el Senegal. El río Real desemboca en el golfo de Benín.
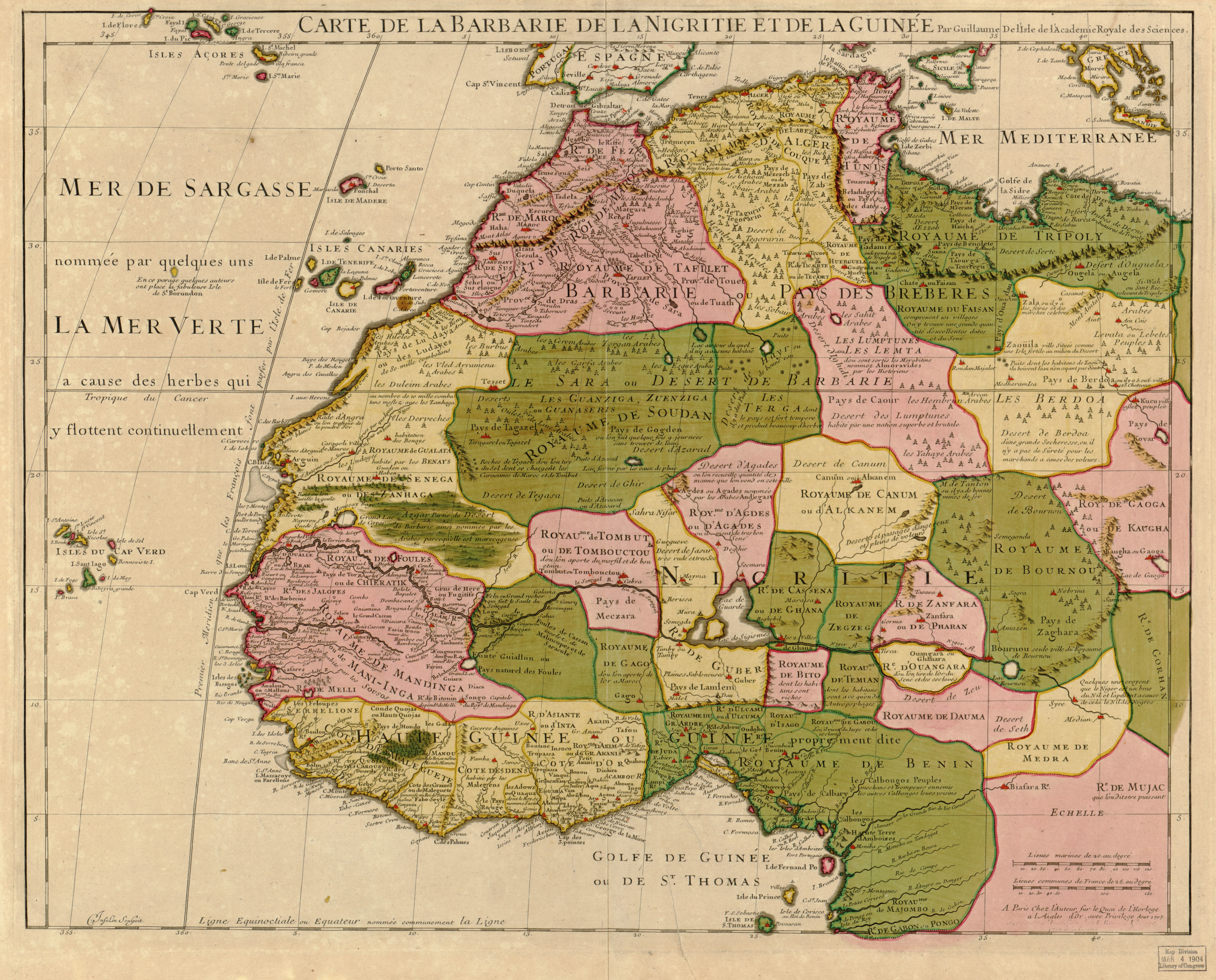
En 1707, este mapa francés muestra incluso el Níger fluyendo en el Senegal; su delta interior es claramente identificado. El río Formosa desemboca en el golfo de Benín.
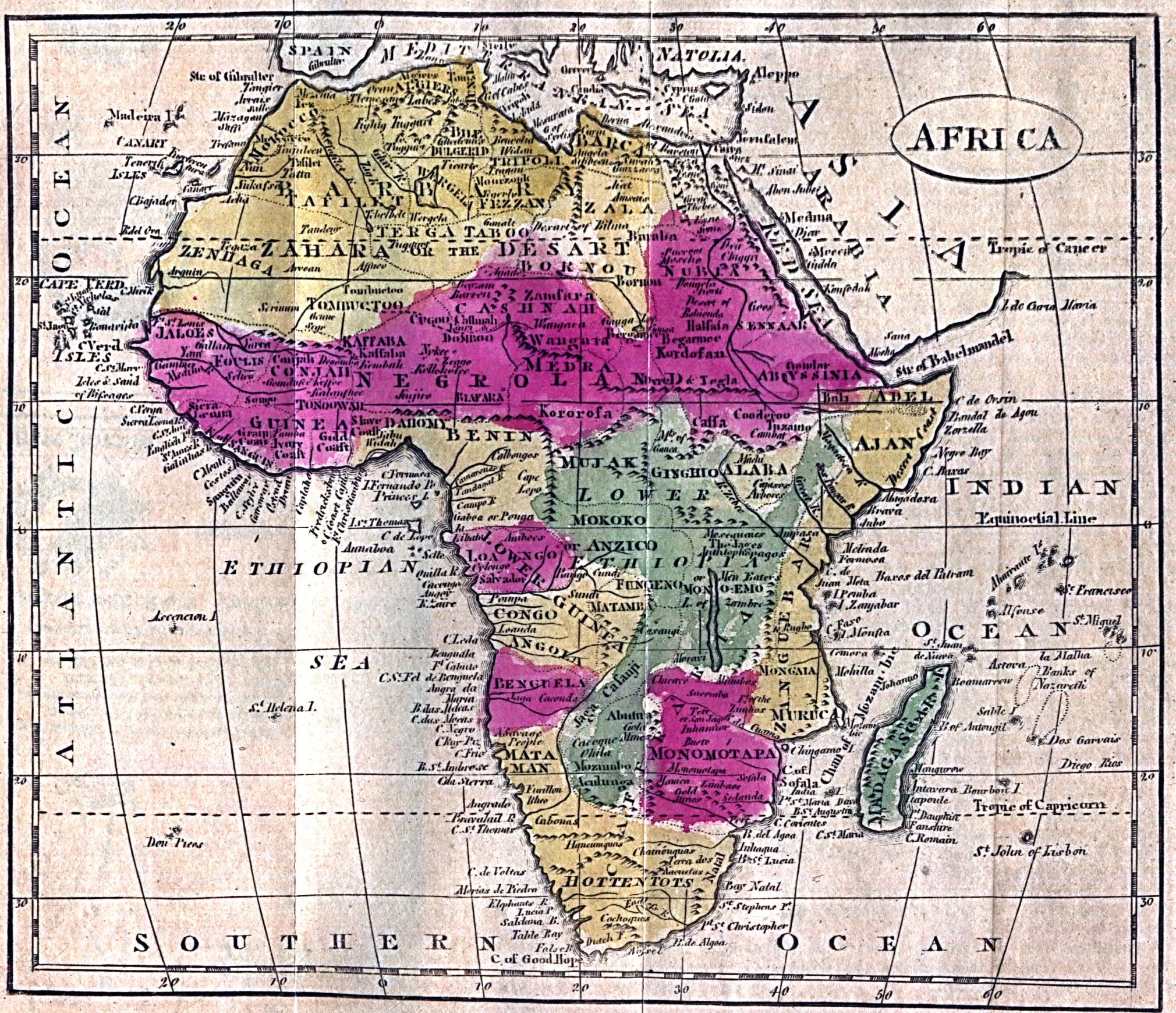
En este mapa de 1808, el cartógrafo consciente del "enigma" del Níger toma precauciones: existe un río hacía Timbuktú pero no tiene desembocadura en el mar.

### Exploración de Mungo Park
En 1788 el explorador escocés Mungo Park se ofreció como voluntario a la African Association para encontrar las fuentes del Níger que constituía uno de los enigmas geográficos.

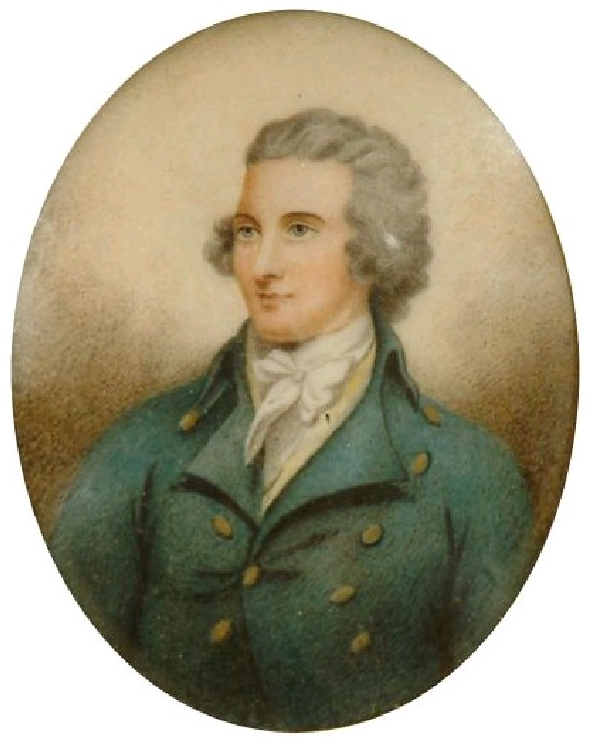
Retrato de Mungo Park.

#### Primer viaje
Mungo Park propuso reemprender las exploraciones de Daniel Houghton, que había sido enviado en 1790 para descubrir el curso del río Níger y que había muerto en el desierto del Sáhara. Park partió el 22 de mayo de 1795 hacia Gambia. El 21 de junio de 1795 alcanzó la desembocadura de Gambia y remontó el río hasta el puesto comercial de Pisania (actual Karantaba). Aprendió el dialecto local gracias al médico del puesto y empezó su periplo por esas tierras en diciembre de 1795. Atravesó el lecho del Senegal, visitó Moullé, Bondou y Kaarta, y fue detenido y hecho prisionero por las tribus musulmanas durante cuatro meses, siendo tratado como esclavo por su líder Ali. Consiguió escapar por el desierto, sin casi nada para beber o comer y después de tres semanas de sufrimientos, llegó a la ciudad de Sego, donde al fin pudo ver el río Níger. Remontó 110 km de río, pero sintiéndose agotado y enfermo decidió volver a Segú. Informado por los indígenas, se enteró de que la ciudad había caído en manos de Ali, su antiguo carcelero. Decidió entonces dirigirse a la ciudad de Kamalia.
Había empezado la estación de las lluvias, y el viaje se hizo más penoso aún que en el desierto. Llegó agotado a Kamalia y se debatió varios días entre la vida y la muerte. Ya recuperado, se unió a una caravana de esclavos que reseguía la costa. Seis meses después, ya en el Reino Unido, publicó, con gran éxito, el relato de su viaje.

#### Segundo viaje al Níger
En 1803, a petición del gobierno británico, aceptó dirigir una nueva expedición al río Níger. Partió el 30 de enero de 1805 hacia Gorea, y después hacia Bamako. Construyó un barco para remontar el Níger. La enfermedad y las emboscadas de los indígenas diezmaron la expedición (perdió a 33 de sus compañeros). A pesar de las dificultades, remontó 1600 km por el curso del Níger, antes de ser atacado por los Haussa. A punto de ser vencido, se retiró hacia el río donde se ahogó junto con el resto de sus compañeros en Busa (Nigeria). Un guía y un porteador supervivientes informaron de su trágico final.

### Historia del nombre

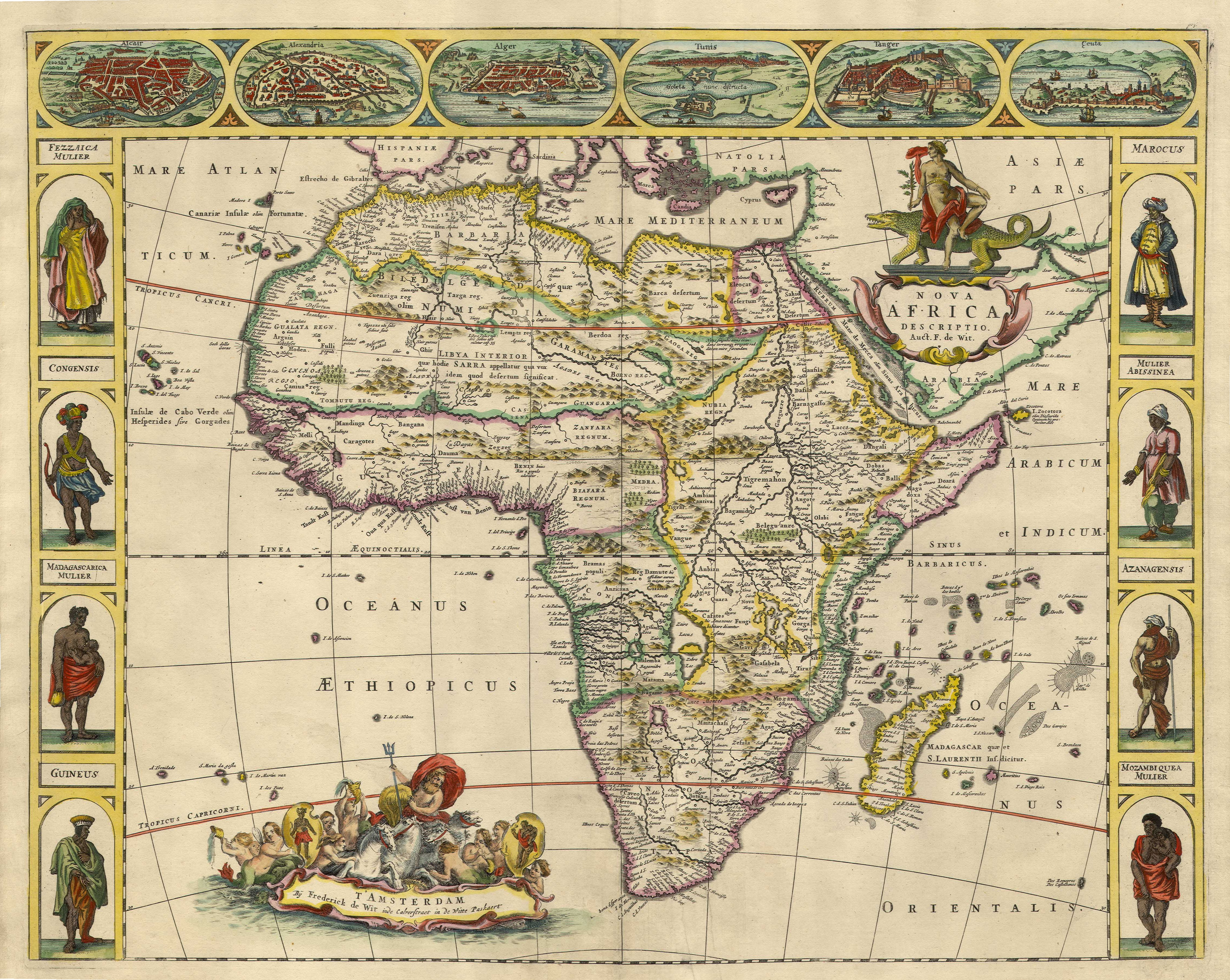
Mapa de África grabado e impreso en Ámsterdam en 1660

La etimología del nombre del río es incierta. En los mapas antiguos europeos, el nombre se da a la parte del río en la zona del actual Malí. En un mapa imprimido en los Países Bajos en 1660, en cambio, el Níger parece corresponder al río Senegal que se prolonga después de Tombuctú tomando el nombre de fluvius niger. Este mapa muestra que los europeos son conscientes de la existencia de un gran río hacia el interior, pero no conocen claramente las fuentes del río (en el mapa, en algún lugar de los Grandes Lagos) ni el delta (confundido con el río Senegal). En el golfo de Benín, el río que desemboca no es identificado por el cartógrafo.
Es tentador, en un gesto impregnado de una visión europea, pensar en la palabra latina niger (negro) como etimología del nombre del río. Pero los exploradores y colonizadores portugueses de la costa africana, no habrían buscado la terminología latina y, si de caso, lo denominarían Rio Negro, como lo hicieron en otros lugares como, por ejemplo, en Brasil, utilizando en los mapas disponibles su propio idioma. Además, las aguas no son negras (que es la razón por la cual la mayoría de las veces se los denomina así. La tentación de la siguiente explicación sería que el río recibió el nombre por el color de los habitantes de sus riberas. Pero se sabe que otros ríos de África, Asia o de América han tomado el nombre del color de las personas que habitan en las orillas.
La explicación más probable es que el idioma portugués, como lo hace para el río Senegal, haya adoptado el nombre local del río y la etimología más probable, si aceptamos esta hipótesis, es el tuareg Gher n gheren (río de ríos) que se abrevia en ngher, denominación utilizada a lo largo de las riberas alrededor de Tombuctú.

## Geografía

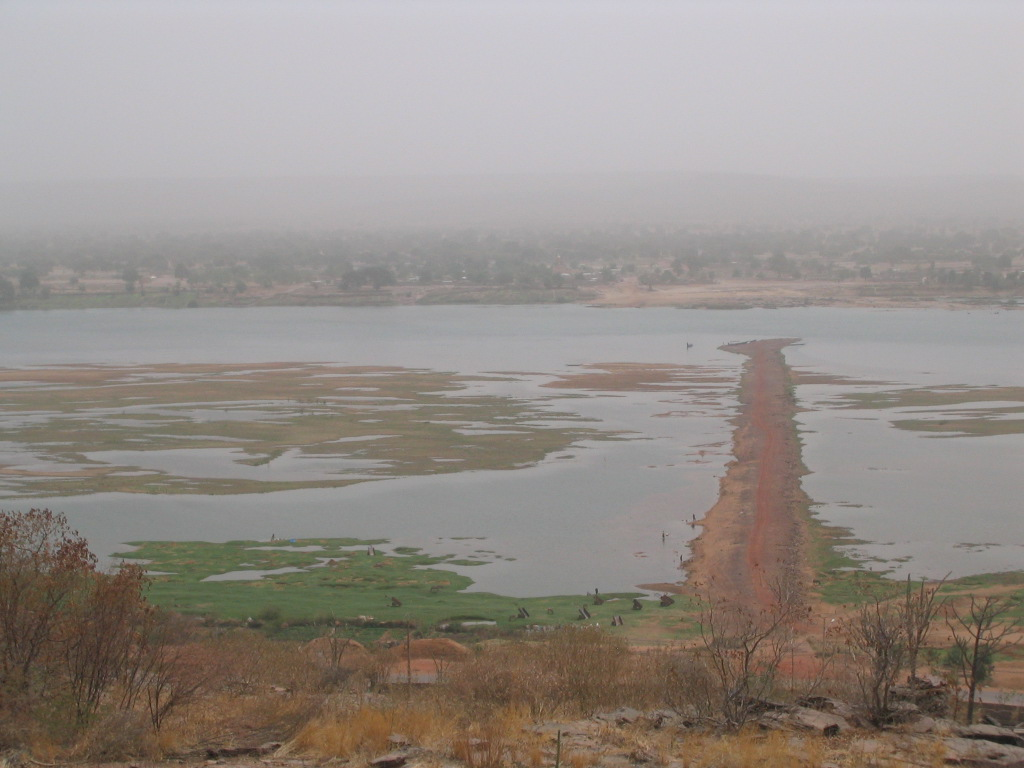
El río Níger en Koulikoro.

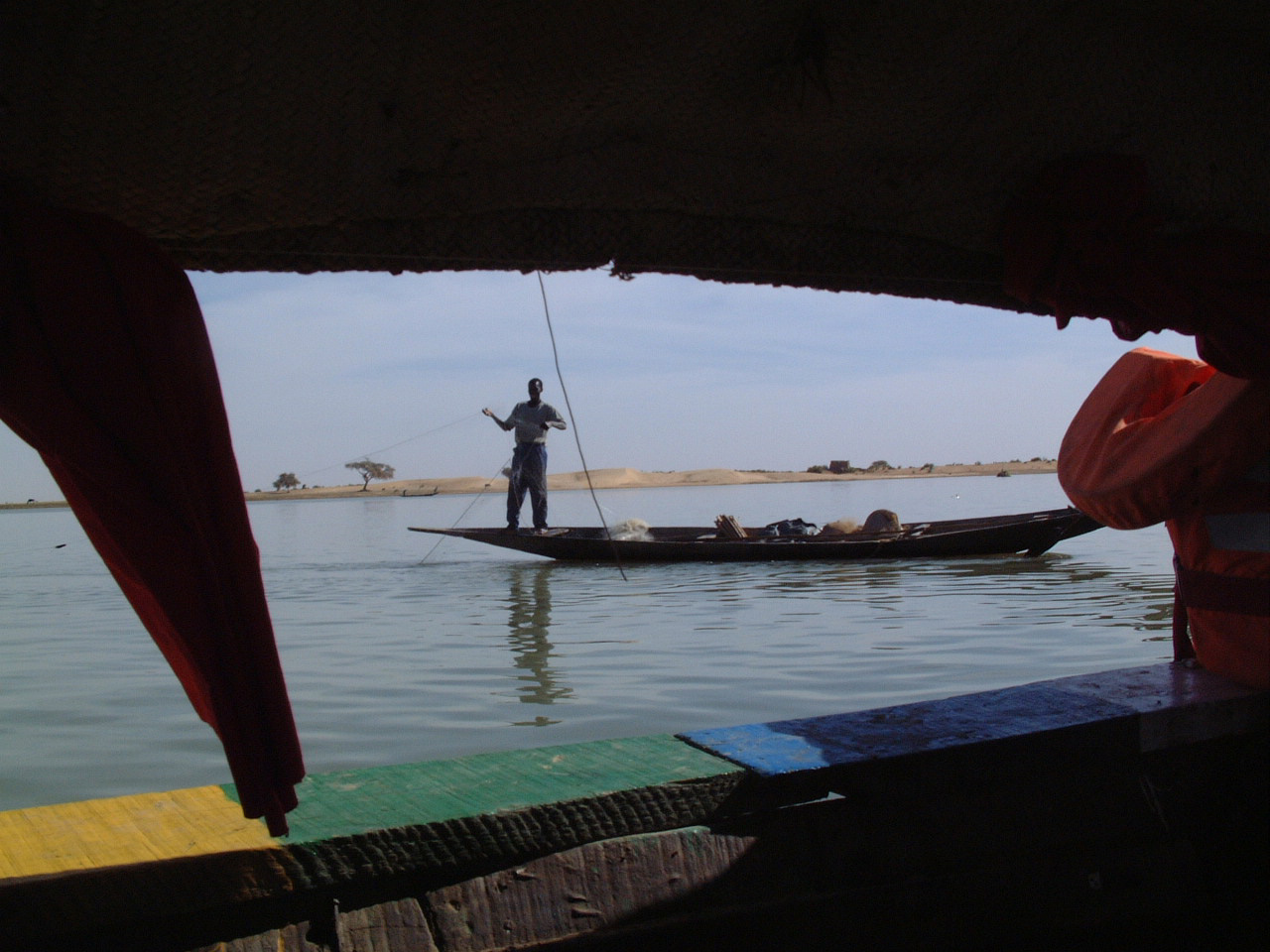
Pescador bozo en el Níger, cerca de Gao (Malí).

El río Níger nace cerca de los montes Loma, en la frontera entre Sierra Leona y Guinea. Emprende dirección nordeste a través de Guinea y el sur de Malí, donde baña las ciudades de Bamako, Tombuctú y Gao. Se trata de un río alóctono, es decir, de un río cuyas aguas proceden de áreas más lluviosas en la cuenca superior, y atraviesa después regiones mucho más secas en la cuenca media. 
Entre KéMacina y Tombuctú, el río se extiende en una vasta llanura de inundación de casi 40 000 km² en la época de crecidas, en lo que se denomina el Delta central del Níger, donde su caudal se reduce. Aquí se pierde entre el 25 y el 50 % de sus aguas, principalmente a través de la evaporación. En la zona del delta se encuentra el lago Débo, el mayor de Malí, que en época de crecidas llega a los 160 km²(y que ha sido declarado sitio RAMSAR)
A continuación, vira al sureste, cruzando la parte occidental de Níger con su capital Niamey. Sigue a lo largo de la frontera Níger-Benín y después entra en Nigeria, donde se vuelve cada vez más al sur, hasta recibir por la izquierda en Lokoja a su principal afluente, el río Benue, que llega desde Camerún, y que le hace duplicar su caudal. Finalmente forma un gran delta pantanoso antes de incorporarse al Atlántico en Port Harcourt, en el golfo de Guinea, después de un largo viaje de 4184 km.
A pesar de su pequeña antropización, el río Níger es uno de los ríos (como el Senegal) que han sido fuertemente desarrollados desde la década de 1980, debido a la creciente sequía. A través de la Autoridad de la Cuenca del Níger (Autorité du Bassin du Niger, ABN), una organización para la cooperación internacional entre los nueve países de su cuenca, y la creación de la Oficina del Níger (1932), el río constituye una verdadera apuesta agrícola y también hidroeléctrica. El desarrollo de las presas (la presa hidroeléctrica de Sélingué y la del lago Kainji) tiene ahora la vocación de abastecer a los países de la cuenca de energía hidráulica) y de grano (riego de perímetro del arroz).
Los países miembros de la Autoridad de la Cuenca del Níger firmaron el 30 de abril de 2008 en Niamey la Carta del agua de la cuenca del Níger. Este instrumento jurídico concierne al conjunto de las «actividades consagradas al conocimiento, la gobernanza, la preservación, la protección, la movilización y utilización de los recursos hídricos en la cuenca» y se aplica al río Níger, a sus afluentes, subafluentes y defluentes.

### Principales ciudades
En sentido aguas abajo, el río baña las siguientes ciudades: Bamako (la capital de Malí, con 1 690 471 hab. en el año 2006), Kulikoró (118 686 hab.), Segú (102 000 hab.), Yenné (14 196 hab.), Mopti (115 000 hab.), Tombuctú (54 453 hab. estimados en 2009), Gao (38 190 hab. est. 2005), Tillabéri (16 000 hab. en 2001), Niamey (707 591 hab. en 2001), Onitsha (561 106 hab. en 2005) y Port Harcourt (2 667 435 hab. en 2007).

### Curso inusual
El Níger tiene una de los curso más inusuales de los grandes ríos del mundo, trazando una curva en forma de boomerang, que desconcertó a los geógrafos europeos durante dos milenios. Su fuente está a solo 240 km tierra adentro desde el Océano Atlántico, sin embargo el río corre en dirección opuesta al mar en dirección al desierto del Sahara, luego toma un giro brusco a la derecha, cerca de la antigua ciudad de Tombuctú y se dirige al sureste del Golfo de Guinea.
Esta extraña geografía al parecer se produce porque el Níger es el resultado de la unión de dos antiguos ríos. El Alto Níger, al que los nativos denominaban Joliba, iría desde su actual nacimiento, recorriendo unos 700 km, hasta pasar Tombuctú hasta la curva del actual río y desembocaba en el lago salado de Juf, actualmente desaparecido, cercano a las minas de sal de Taodenni, mientras que el bajo Níger, denominado por los nativos Quorra, comenzaba en las montañas de Ahaggar, cercanas a ese lago y fluía hacia el sur en dirección al golfo de Guinea. Cuando el Sahara se secó en 4000-1000 antes de Cristo, los dos ríos alteraron sus cursos y se unieron a través del proceso de captura fluvial y el lago de Juf dejó de recibir la corriente fluvial, se secó.

### Afluentes
El curso del río puede dividirse en cuatro secciones:
- El Níger superior

- Tinkisso este río tiene su fuente en el Fouta-Djalon, fluye hacia el nordeste y este. Con una longitud de aproximadamente 270 kilómetros, el Tinkisso se une al río Níger cerca de Siguiri. El caudal del río se ha observado durante 25 años (1954-1978) en Ouaran, situado a 25 kilómetros de la confluencia de Tinkisso con el Níger, a siete kilómetros aguas arriba de la ciudad de Siguiri. En Ouaran, el flujo mediano anual o módulo observado en este periodo era de 181 m³/segundo para una zona considerada más o menos 18 700 km², casi toda la cuenca drenaje del río. La lámina de agua durante toda la cuenca y llegó a lograr la cifra de 306mm por año. El Tinkisso es un río abundante y muy alimentado, de media, aunque pasa con bastante frecuencia en los flujos graves de baja en marzo-abril-mayo la tasa mensual media observada en abril (el agua baja al mínimo) llegó a 11,4 m³/segundo o 55 veces menos que el caudal mediano de septiembre, lo que indica su irregularidad. En el periodo de observación de 25 años, el caudal mínimo mensual fue de 1 m³/segundo, dejando el río casi seco, mientras que el caudal máximo mensual fue 1150 metros cúbicos/segundo.
- Niandan nace en Guinea a los cerros norteños de la frontera con Liberia y es uno de los de Sierra Leona. Su longitud es de más o menos 190 km. Desde su nacimiento, que fluye hacia la dirección norte, todo y numerosos meandros hasta el final de su curso. Finalmente desemboca en el Níger, en la orilla derecha, cerca de 24 km por debajo de la ciudad de Kouroussa. El caudal del río se ha observado durante 33 años (1947-1979) en Baro, el pueblo cercano de Niandan confluencia con el Níger. En Baro, el flujo mediano anual o módulo observado en este periodo fue de 251 m³/segundo para una zona considerada de más o menos 12 770 km², casi toda la cuenca de drenaje del río. La lámina de agua durante toda la cuenca logró la cifra de 620 mm por año. El Niandan es un río abundante y muy alimentado, pero muy irregular. La tasa mensual media observada en abril (flujo mínimo) 20,4 m³/segundo o 38 veces menos que el caudal mediano de septiembre, que muestra una gran variación estacional. En el periodo de observación de 33 años, el caudal mínimo mensual fue de 2 m³/segundo nivel, donde el río se reduce a su mínima expresión, mientras que el caudal máximo mensual fue 1109 m³/segundo.
- Milo

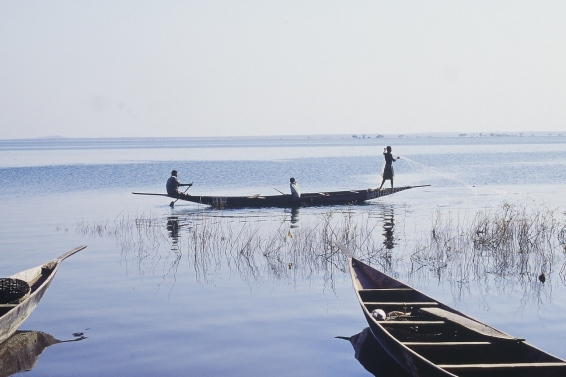
El Sankarani en el lago de la presa Sélingué

- Sankarani nace en Guinea en las montañas de Fouta Djallon. Su longitud es de más o menos 400 km. Desde su nacimiento, que fluye hacia el norte, y pronto cubre la frontera de Costa de Marfil que no pasa, pero es una de las partes, a continuación, volver a entrar en el territorio de Guinea exclusivamente. Atraviesa la frontera con Malí en la última parte de su curso. Viaja a un centenar de millas - incluyente un sector donde forma la frontera entre Guinea y Malí. Poco antes de la confluencia, se construyó en su curso los poderosos Presa Sélingué. Finalmente desemboca en el Níger, en el margen derecho, entre las pequeñas ciudades de Kangaba y de Kéniéroba. El caudal del río se ha observado durante 27 años (1964-1990) en Sélingué, situado cerca de la confluencia de Sankarani con el Níger. En Sélingué, el flujo mediano anual o módulo observada en este periodo era de 286 m³/segundo para una zona considerada más o menos 34 200 km², casi toda la cuenca drenaje del río. La lámina de agua de toda la cuenca logró la cifra de 264 mm por año. El Sankarani es un río de abundante y muy alimentado durante todo el año. La tasa mediana mensual registrado en marzo (de bajo caudal mínimo) es de 53 m³/segundo, 18 veces menos que el flujo mediano de septiembre, que es razonable. En el periodo de observación de 27 años, el flujo mínimo mensual es de 14 metros cúbicos por segundo, mientras que el caudal máximo mensual fue 1800 metros cúbicos/segundo.

- El delta interior

El delta interior del Níger es una región natural de Malí que alcanza 64.000 km², entre Tombuctú y Léré. Está regado por el río Níger y su afluente el Bani y el canal de Sahel. Muchos lagos se encuentran en la región: Korientzé, He, Niangay, Lago do, Haribongo, Kabara, Tanda, Fati, Horo y Faguibine.
La biodiversidad de la región es significativa, tanto en la flora como de la fauna. En él se enumeran 130 especies de peces y 350 especies de aves, tanto sedentarias como migratorias cómo la cerceta carretona, el pato rabudo o el pato cuchara. El delta interior del Níger es la zona pesquera más grande de Malí, que representan el 80 y el 90% de la producción nacional.
- Bani Surge de la confluencia de la Baoulé y su afluente el Bagoé, los dos de Costa de Marfil. Desde aquí hasta el final de su curso, su longitud es de 430 km. Sin embargo, sumando la longitud de Baoulé, que se considera Bani superior, la longitud total del Bani es más o menos 775 kilómetros. Desemboca en el margen derecho del Níger, a altura de Mopti. Anteriormente, en Djenné, que emite una serie de brazos que lo dejan en el margen izquierdo y ayudar a alimentar el delta interior del Níger. El caudal del río se ha observado durante 63 años (1922-1984) en Douna, una ciudad situada aproximadamente a 150 kilomères de la confluencia con el Níger a Mopti. En Douna, el flujo mediano anual o módulo observado en este periodo fue de513 m³/s para una cuenca de más o menos de 101 600 km², más del 95% del total este último.

La lámina de agua ene toda la cuenca logró la cifra de 159 mm por año. El Bani es un flujo bastante abundante, pero es muy irregular y conocidos largos periodos de estiaje. En el periodo de observación de 63 años, el caudal mínimo mensual fue de 0 m³/s (río completamente seco), mientras que el caudal máximo mensual fue 4090 metros cúbicos/segundo.
- El Níger medio

- Gorouol nace en Burkina Faso en la región Dori, al este del país. Toma enseguida la dirección de suroeste a nordeste hacia el territorio del Níger. Después del bañar la pequeña ciudad de Falagountou cruza la frontera de Níger, y después va hacia el norte. Baña las localidades Fatatako, Borobon, Gountiéna y Ouanzerbé después llega Yatakala. En este punto, adopta la dirección este, todavía inmersos Bangou Bossé, Alcongui y Kolman, y finalmente desemboca en el Níger en Fanfara, a unos cien kilómetros río arriba de la ciudad de Tillabéry. Se trata de una corriente intermitente que fluye sólo durante la temporada de lluvias. El caudal del río se ha observado durante 32 años (1957-1989) a Alcongui, situado a unos cuarenta kilómetros de la confluencia con el Níger. En Alcongui, el caudal medio anual o módulo observado en ese periodo fue de 9 m³/s para una zona considerada más o menos de 44 900 km², casi toda la cuenca del río. La lámina de agua de escorrentía de la cuenca logra la cifra muy baja, de 6 mm por año. El Gorouol es una corriente intermitente, muy escasa y muy irregular. Se encuentra completamente seca, de enero a mayo, ambos incluidos, y sólo los meses de julio a septiembre ofrecen la certeza de no encontrar que se seque.
- Dargol
- Sirba
- Tapoa

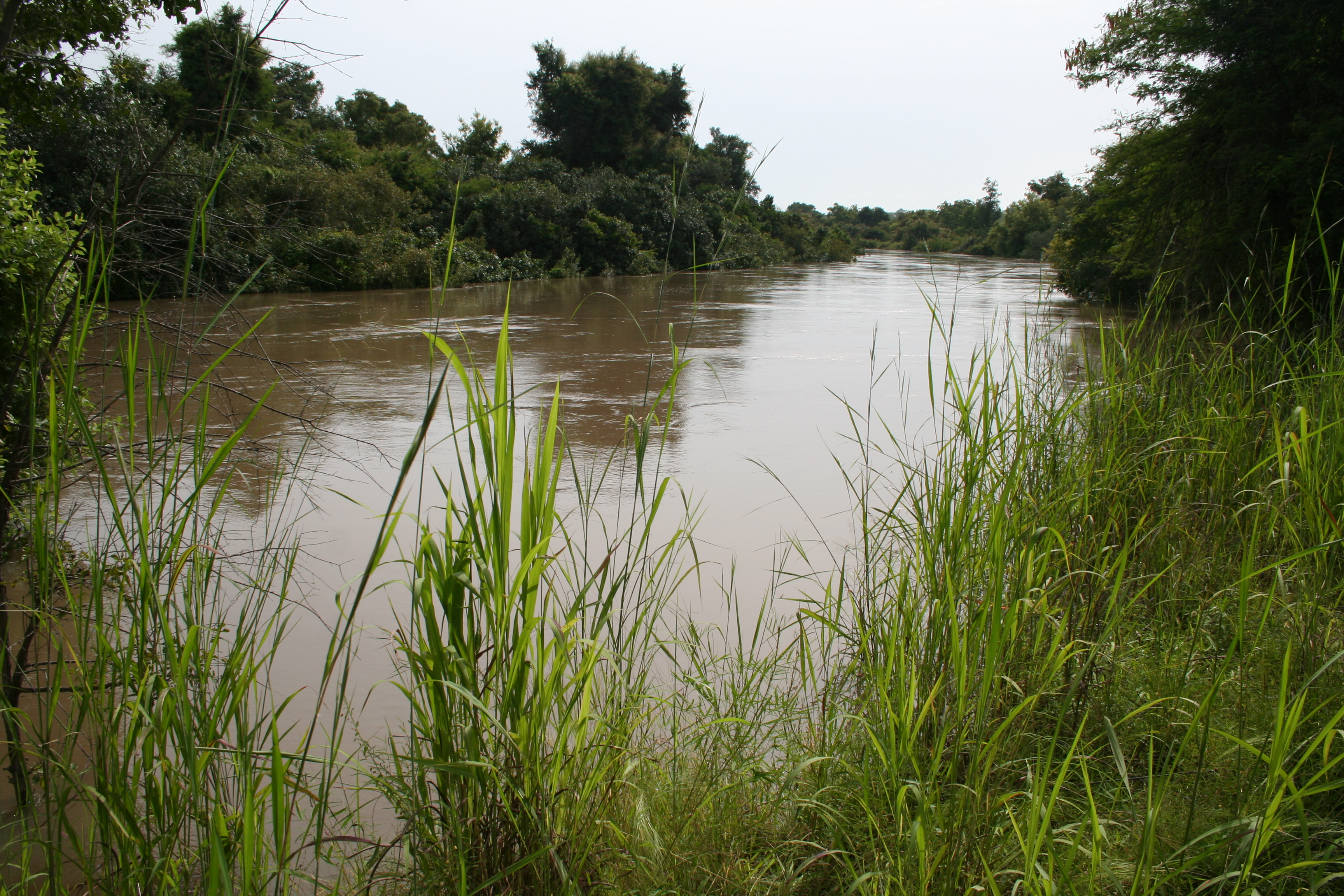
El Mekrou en el Parque nacional de la W.

- Goroubi nacido de la unión de dos ríos: el Digabari y Tyenitiengal. Se inicia su curso en Burkina Faso y se dirige generalmente de suroeste a nordeste. Se trata de una corriente de agua intermitente que fluye sólo durante la temporada de lluvias. Se une en el Níger a 80 kilómetros al sudeste de Niamey. Su cuenca entera se estima entre 14-18 000 km², según las fuentes, la precipitación mediana es de entre 400 y 800 mm por año. En la cuenca del río, la evapotranspiración consume el 66% de la precipitación total, la filtración al subsuelo absorbería el 29% de ella, y quedaría el 5% para la escorrentía en superficie.
- Diamangou
- Mékrou tiene 410 kilómetros de largo situado al norte de Benín y que forma parte de la frontera con Níger. Se trata de un afluente del Níger en el margen derecho.
- Alibori
- Sota nace en la ciudad nororiental de Ndali en el territorio de Benín Departamento de Borgou. Su longitud aproximada es de 250 km. Desde su nacimiento, que fluye hacia el nornordeste dirección que mantiene en todo su curso. Al final del curso desemboca en el margen derecho del Níger a Malanville. El caudal del río se ha observado durante 40 años (1953-1992) a Couberi situada cerca de su confluencia con el Níger Malanville. En Couberi, el flujo mediano anual o módulo observada en este periodo fue de 31 m³/segundo para una superficie a tener en cuenta desde 9.111 con 13 410 km² según fuentes que difieren, es la gran mayoría de la superficie de la cuenca del río. La lámina de agua recogida a la cuenca llegó a 72-106 mm por año, el que está lejos de ser débil y puede considerar muy bueno teniendo en cuenta el clima seco que prevalece en el ambiente de la mayor parte de la cuenca. El Debajo es una corriente moderada abundante, pero muy irregular. Se sabe de periodos de estiaje bastante severos, pero nunca llega a secarse. La media mensual de los flujos observados de febrero a abril (de bajo flujo mínimo) son de 3,7-3,9 m³/s, que es bastante notable en África, a su discreción, en otros ríos de la misma región de la sabana cae de manera consistente a esta temporada de sequía. Es cierto que la precipitación de 900 a 1200 mm por año es muy consistente. En el periodo de observación de 40 años, el caudal mínimo mensual fue de 2 m³/s (el agua baja muy grave), mientras que el caudal máximo mensual ascendió a 358 m³/s (más que el caudal mediano del río Sena en París).

- El Níger inferior

- Río Sokoto
- Kaduna

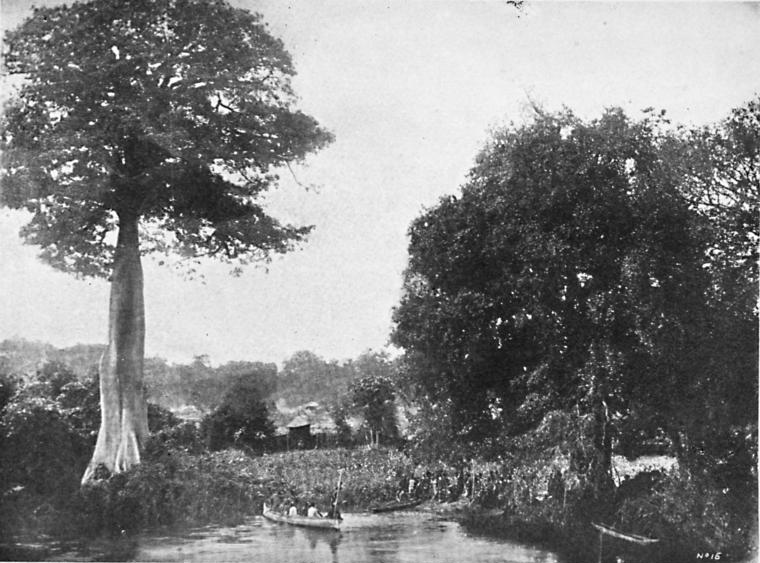
El Bénoué en Amaran en 1900

- El Bénoué es el principal afluente del Níger. El río tiene unos 1400 km de largo. Nace en la meseta de Adamawa al norte de Camerún, al oeste y después se dirige a Nigeria a través de la ciudad de Garoua antes de desembocar en el Níger en Lokoja, al sur de Abuya. En su entrada a Adamaoua, su cauce ha excavado un desfiladero en el acantilado, a continuación, atraviesa el parque nacional Bouba Njida y llegar a la región Garoua. La flora presente en esta sección es más como algunos lugares del bosque que se encuentran al sur, en contraste con la flora de la meseta que es una sabana de árboles y flora de la llanura, de naturaleza arbórea y arbustiva. El parque nacional de Benue queda para descubrir.

- Afluentes fósiles

- Azawagh, Azaouagh o Azawak es un afluente fósil del Níger en su margen izquierdo, con una longitud de aproximadamente 1600 km. Su cuenca cubre una área de aproximadamente 420 000 km², incluyendo el Air, el Ahaggar y Adrar des Ifoghas, en el límite de Níger y Malí. Da el nombre en una área geográfica norteña de Malí, el Azawad.

#### Lista de afluentes
| Ramal | Ramal | Nombre afluente                 | Nombre afluente                 | Nombre afluente                 | Nombre afluente                 | Desembocadura   | Longitud (km) | Cuenca (km²) | Caudal (m³/s) | Países que atraviesa        | País (boca)         | Tramo          |
| I     | —     | Río Bale                        | Río Bale                        | Río Bale                        | Río Bale                        | Río Níger       | 80            |              | 31,6          | Guinea                      | Guinea              | Curso Superior |
| I     | —     | Río Niantan                     | Río Niantan                     | Río Niantan                     | Río Niantan                     | Río Níger       | 60            |              | 12,1          | Guinea                      | Guinea              | Curso Superior |
| —     | D     | Río Mafou                       | Río Mafou                       | Río Mafou                       | Río Mafou                       | Río Níger       | 160           | 4075         | 62,3          | Guinea                      | Guinea              | Curso Superior |
| —     | D     | Río Niandan                     | Río Niandan                     | Río Niandan                     | Río Niandan                     | Río Níger       | 190           | 12 770       | 251           | Guinea                      | Guinea              | Curso Superior |
| —     | D     | Río Milo                        | Río Milo                        | Río Milo                        | Río Milo                        | Río Níger       | 430           | 13 100       | 177           | Guinea                      | Guinea              | Curso Superior |
| I     | —     | Río Tinkisso                    | Río Tinkisso                    | Río Tinkisso                    | Río Tinkisso                    | Río Níger       | 268           | 18 700       | 181           | Guinea                      | Guinea              | Curso Superior |
| —     | D     | Río Fié                         | Río Fié                         | Río Fié                         | Río Fié                         | Río Níger       | 210           | 4045         | 31,7          | Guinea Mali                 | \| Mali             | Curso Superior |
| —     | D     | Río Sankarani                   | Río Sankarani                   | Río Sankarani                   | Río Sankarani                   | Río Níger       | 400           | 34 200       | 286           | Costa de Marfil Guinea Mali | \| Mali             | Curso Superior |
| —     | D     | Río Bani-Bagoé                  | Río Bani-Bagoé                  | Río Bani-Bagoé                  | Río Bani-Bagoé                  | Río Níger       | 775           | 101 600      | 513           | Guinea                      | \| Mali             | Delta interior |
| —     | —     | –                               | Río Bagoé                       | Río Bagoé                       | Río Bagoé                       | Río Níger       | 350           | 33 430       | 170           | Costa de Marfil Mali        | \| Mali             | Delta interior |
| —     | —     | –                               | Río Banifing                    | Río Banifing                    | Río Banifing                    | Río Níger       |               |              |               | Mali                        | \| Mali             | Delta interior |
| —     | D     | Río Gorouol                     | Río Gorouol                     | Río Gorouol                     | Río Gorouol                     | Río Níger       | 465           | 46 000       | 9             | Burkina Faso Níger          | Níger               | Curso Medio    |
| —     | D     | Río Dargol                      | Río Dargol                      | Río Dargol                      | Río Dargol                      | Río Níger       | 212           | 7200         | 1,1           | Burkina Faso Níger          | Níger               | Curso Medio    |
| —     | D     | Río Sirba                       | Río Sirba                       | Río Sirba                       | Río Sirba                       | Río Níger       | 439           | 39 138       | 27,2          | Burkina Faso Níger          | Níger               | Curso Medio    |
| —     | D     | Río Goroubi                     | Río Goroubi                     | Río Goroubi                     | Río Goroubi                     | Río Níger       | 300           | 18 000       | 6             | Burkina Faso Níger          | Níger               | Curso Medio    |
| —     | D     | Río Diamangou                   | Río Diamangou                   | Río Diamangou                   | Río Diamangou                   | Río Níger       |               |              |               |                             | Níger               | Curso Medio    |
| —     | D     | Río Tapoa                       | Río Tapoa                       | Río Tapoa                       | Río Tapoa                       | Río Níger       | 260           | 5500         | 10,2          | Burkina Faso Níger          | Níger               | Curso Medio    |
| —     | D     | Río Mekrou                      | Río Mekrou                      | Río Mekrou                      | Río Mekrou                      | Río Níger       | 410           | 10 500       |               | Burkina Faso Níger Benín    | Benín Níger         | Curso Medio    |
| I     | —     | Dallol Bosso (valle estacional) | Dallol Bosso (valle estacional) | Dallol Bosso (valle estacional) | Dallol Bosso (valle estacional) | Río Níger       | 350           | 556 000      | 4,4           | Níger                       | Benín Níger         | Curso Medio    |
| —     | D     | Río Alibori                     | Río Alibori                     | Río Alibori                     | Río Alibori                     | Río Níger       | 408           | 13 650       | 55,6          | Benín                       | Benín Níger         | Curso Medio    |
| —     | D     | Río Sota                        | Río Sota                        | Río Sota                        | Río Sota                        | Río Níger       | 250           | 15 000       | 31            | Benín                       | Benín Níger         | Curso Medio    |
| I     | —     | Dallol Maouri                   | Dallol Maouri                   | Dallol Maouri                   | Dallol Maouri                   | Río Níger       | 250           | 72 551       | 10,5          | Níger                       | Benín Níger Nigeria | Curso Medio    |
| I     | —     | Río Sokoto                      | Río Sokoto                      | Río Sokoto                      | Río Sokoto                      | Río Níger       | 628           | 193 000      | 294,1         | Nigeria                     | Nigeria             | Curso Bajo     |
| —     | —     | –                               | Río Zamfara                     | Río Zamfara                     | Río Zamfara                     | Río Sokoto      | 338           | 17 477       |               | Nigeria                     | Nigeria             | Curso Bajo     |
| —     | —     | –                               | Río Gulbin Ka                   | Río Gulbin Ka                   | Río Gulbin Ka                   | Río Sokoto      | 378           | 10 960       |               | Nigeria                     | Nigeria             | Curso Bajo     |
| I     | —     | Río Malendo                     | Río Malendo                     | Río Malendo                     | Río Malendo                     | Río Níger       | 220           | 9127         | 62,9          | Nigeria                     | Nigeria             | Curso Bajo     |
| I     | —     | Río Kontagora                   | Río Kontagora                   | Río Kontagora                   | Río Kontagora                   | Río Níger       | 150           | 4500         |               | Nigeria                     | Nigeria             | Curso Bajo     |
| —     | D     | Río Oli                         | Río Oli                         | Río Oli                         | Río Oli                         | Río Níger       | 300           | 11 200       | 86,6          | Nigeria                     | Nigeria             | Curso Bajo     |
| —     | D     | Río Moshi                       | Río Moshi                       | Río Moshi                       | Río Moshi                       | Río Níger       | 232,22        | 9400         | 69,5          | Nigeria                     | Nigeria             | Curso Bajo     |
| I     | —     | Río Eku                         | Río Eku                         | Río Eku                         | Río Eku                         | Río Níger       | 90            | 3230         | 25,3          | Nigeria                     | Nigeria             | Curso Bajo     |
| —     | D     | Río Awuir                       | Río Awuir                       | Río Awuir                       | Río Awuir                       | Río Níger       |               |              |               | Nigeria                     | Nigeria             | Curso Bajo     |
| I     | —     | Río Kaduna                      | Río Kaduna                      | Río Kaduna                      | Río Kaduna                      | Río Níger       | 550           | 65 878       | 641,5         | Nigeria                     | Nigeria             | Curso Bajo     |
| —     | —     | –                               | Río Mariga                      | Río Mariga                      | Río Mariga                      | Río Kaduna      | 207,7         |              | 94,3          | Nigeria                     | Nigeria             | Curso Bajo     |
| I     | —     | Río Gbako                       | Río Gbako                       | Río Gbako                       | Río Gbako                       | Río Níger       | 156           | 7540         | 89,8          | Nigeria                     | Nigeria             | Curso Bajo     |
| I     | —     | Río Gurara                      | Río Gurara                      | Río Gurara                      | Río Gurara                      | Río Níger       | 570           | 15 254       | 183,9         | Nigeria                     | Nigeria             | Curso Bajo     |
| I     | —     | Río Benue                       | Río Benue                       | Río Benue                       | Río Benue                       | Río Níger       | 1370          | 338 385      | 3477          | Camerún Nigeria             | Nigeria             | Curso Bajo     |
| —     | —     | –                               | Río Katsina-Ala                 | Río Katsina-Ala                 | Río Katsina-Ala                 | Río Benue       | 346           | 31 100       | 664           | Camerún Nigeria             | Nigeria             | Curso Bajo     |
| —     | —     | –                               | Río Donga                       | Río Donga                       | Río Donga                       | Río Benue       | 282           | 20 000       | 1800          | Nigeria                     | Nigeria             | Curso Bajo     |
| —     | —     | –                               | Río Taraba                      | Río Taraba                      | Río Taraba                      | Río Benue       | 322           | 20 600       | 1791          | Nigeria                     | Nigeria             | Curso Bajo     |
| —     | —     | –                               | Río Gongola                     | Río Gongola                     | Río Gongola                     | Río Benue       | 531           | 56 000       | 64            | Nigeria                     | Nigeria             | Curso Bajo     |
| —     | —     | –                               | Río Faro                        | Río Faro                        | Río Faro                        | Río Benue       | 305           | 29 000       | 360           | Nigeria                     | Nigeria             | Curso Bajo     |
| —     | —     | –                               | Río Mayo Kébbi                  | Río Mayo Kébbi                  | Río Mayo Kébbi                  | Río Benue       | 495           | 21 360       | 97            | Chad Camerún Nigeria        | Nigeria             | Curso Bajo     |
| I     | —     | Río Anambra                     | Río Anambra                     | Río Anambra                     | Río Anambra                     | Río Níger       | 256           | 14 014       | 400,3         | Nigeria                     | Nigeria             | Curso Bajo     |
| —     | —     | Río Forcados (distributario)    | Río Forcados (distributario)    | Río Forcados (distributario)    | Río Forcados (distributario)    | Golfo de Guinea | 198           |              |               | Nigeria                     | Nigeria             | Curso Bajo     |
| —     | —     | Río Nun (distributario)         | Río Nun (distributario)         | Río Nun (distributario)         | Río Nun (distributario)         | Golfo de Guinea | 160           |              |               | Nigeria                     | Nigeria             | Curso Bajo     |

### Selva pantanosa del delta del Níger (ecorregión)
Es una ecorregión de selva umbrófila, que ocupa 14 400 kilómetros cuadrados en el delta del Níger en Nigeria. La Ecoregión forma un triángulo en el que el vértice cae al norte de la ciudad de Abo. El río Benín, al oeste separa esta región de la selva de tierras bajas de Nigeria, mientras que, por el este, es el río Im el que sirve de frontera con la selva de transición de Cross-Níger. Por el sur, una franja de manglar del África central de hasta diez kilómetros de anchura separa la selva pantanosa del delta del Níger del océano Atlántico. El estado de conservación se encuentra en peligro crítico. No hay áreas protegidas en la ecoregión, y el incremento de la población, la mejora de las comunicaciones y las explotaciones petroleras están acabando con las selvas del delta del Níger.

### Sobre la disputa entre Benín y Níger
- ICJ Judgment over the Benin-Niger boundary dispute, 12 July 2005 (en inglés)

- Fabio Spadi, "The ICJ Judgment in the Benin-Niger Border Dispute: the interplay of titles and ‘effectivités’ under the uti possidetis juris principle", Leiden Journal of International Law (2005) 4, pp. 777-794 (en inglés).

- Datos: Q3542
- Multimedia: Niger River / Q3542